# Stazione di Cairo Montenotte
Stazione di Cairo Montenotte vasútállomás Olaszországban, Cairo Montenotte településen.

## Vasútvonalak
Az állomást az alábbi vasútvonalak érintik:
- Alessandria–San Giuseppe di Cairo-vasútvonal

## Kapcsolódó állomások
A vasútállomáshoz az alábbi állomások vannak a legközelebb:
- Stazione di Rocchetta Cairo
- Stazione di San Giuseppe di Cairo